# Хит (город)
Хит (араб. هيت‎) — город в Ираке, расположен в мухафазе Анбар на берегу реки Евфрат.

## Географическое положение
Центр города располагается на высоте 65 метров над уровнем моря.

## История
В 1094—1102 годах в Хите правили эмиры из Бану-Малик, побочной ветви династии Укайлидов.

## Демография
Население города по годам:
| 1965  | 2012   |
| ----- | ------ |
| 8 881 | 34 320 |